# ゴドルフィン＝マールバラ内閣
ゴドルフィン＝マールバラ内閣(英語: Godolphin–Marlborough ministry)は、イングランド王国及びグレートブリテン王国の内閣。アン女王統治下初の内閣であり、1702年5月に成立し、1710年に解体した。

## 概要
1702年にアン女王が即位すると、彼女は初代ゴドルフィン男爵シドニー・ゴドルフィンを大蔵卿に、初代マールバラ伯爵ジョン・チャーチルを兵站部総監に指名した。同年5月に内閣を組閣したが、この内閣はしばらくトーリー党とホイッグ党の連立政権として1708年まで続いた。1702年から1704年までは主にトーリー党が主導権を握っており(ゴドルフィン、マールバラともにトーリー党員)、南部担当国務大臣にはトーリー党急進派のノッティンガム伯爵とチャールズ・ヘッジズが就いた。しかし内部の対立によりノッティンガム伯が辞任すると、ゴドルフィンとマールバラ公爵（1703年に公爵へ陞爵）はトーリー党穏健派のロバート・ハーレーを担ぎ出した。1706年にはスペイン継承戦争のためホイッグ党のチャールズ・スペンサーを南部担当国務大臣に就任させたが、これをきっかけにジャントーが勢い付き、ウィリアム・クーパーのようなジャントーの人物も政権の要職を得るようになった。1708年、女王やその周辺の不信感を買ったゴドルフィン伯爵（1706年に伯爵へ陞爵）とマールバラ公爵が辞意を表明したが、周囲の説得により撤回した。それをうけ批判の対象がハーレーに移ったため、同年彼は辞任した。その後、政権の中心はジャントーに移り、トーリーとホイッグの連立は事実上解消された。1710年にゴドルフィン＝マールバラ内閣は解体され、アン女王の指名によりハーレー率いるトーリー党政権・ハーレー内閣が成立した。

## 閣僚
| 役職                 | 役職                 | 名前                             | 就任年月日     |
| -------------------- | -------------------- | -------------------------------- | -------------- |
| 第一大蔵卿           | 第一大蔵卿           | マールバラ公                     | 1702年5月8日   |
| 財務大臣             | 財務大臣             | ヘンリー・ボイル                 | 1701年3月29日  |
| 財務大臣             | 財務大臣             | ジョン・スミス                   | 1708年2月11日  |
| 枢密院議長           | 枢密院議長           | ペンブルック及びモンゴメリー伯   | 1702年7月9日   |
| 枢密院議長           | 枢密院議長           | サマーズ卿                       | 1708年11月25日 |
| ランカスター公領大臣 | ランカスター公領大臣 | サー・ジョン・ルーソン＝ゴア     | 1702年5月12日  |
| ランカスター公領大臣 | ランカスター公領大臣 | ダービー伯                       | 1706年6月1日   |
| 兵站部総監           | 兵站部総監           | マールバラ公                     | 1702年7月1日   |
| 南部担当国務大臣     | 南部担当国務大臣     | ノッティンガム伯                 | 1702年5月2日   |
| 南部担当国務大臣     | 南部担当国務大臣     | チャールズ・ヘッジズ             | 1704年5月18日  |
| 南部担当国務大臣     | 南部担当国務大臣     | サンダーランド伯                 | 1706年12月3日  |
| 南部担当国務大臣     | 南部担当国務大臣     | ダートマス卿                     | 1710年6月15日  |
| 北部担当国務大臣     | 北部担当国務大臣     | チャールズ・ヘッジズ             | 1702年5月2日   |
| 北部担当国務大臣     | 北部担当国務大臣     | ロバート・ハーレー               | 1704年5月18日  |
| 北部担当国務大臣     | 北部担当国務大臣     | ヘンリー・ボイル                 | 1708年2月13日  |
| 王璽尚書             | 王璽尚書             | ノーマンビー公                   | 1702年4月27日  |
| 王璽尚書             | 王璽尚書             | ニューカッスル＝アポン＝タイン公 | 1705年3月21日  |
| 通商長官             | 通商長官             | ウェイマス子爵                   | 1702年6月12日  |
| 通商長官             | 通商長官             | スタンフォード伯                 | 1707年4月25日  |
| 海軍卿               | 海軍卿               | ジョージ・オブ・デンマーク       | 1702年5月20日  |
| 海軍卿               | 海軍卿               | アン女王                         | 1708年10月28日 |
| 海軍卿               | 海軍卿               | ペンブルック及びモンゴメリー伯   | 1708年11月29日 |
| 海軍卿               | 海軍卿               | オーフォード伯                   | 1709年11月8日  |
| 戦時大臣             | 戦時大臣             | ジョージ・クラーク               | 1692年3月3日   |
| 戦時大臣             | 戦時大臣             | ボリングブルック子爵             | 1704年4月20日  |
| 戦時大臣             | 戦時大臣             | ロバート・ウォルポール           | 1708年2月25日  |